# Engystomops petersi
Engystomops petersi är en groddjursart som beskrevs av Jiménez de la Espada 1872. Engystomops petersi ingår i släktet Engystomops och familjen Leiuperidae. IUCN kategoriserar arten globalt som livskraftig. Inga underarter finns listade i Catalogue of Life.